# Balto – Auf der Spur der Wölfe
Balto – Auf der Spur der Wölfe ist ein US-amerikanischer Zeichentrickfilm von Universal Pictures aus dem Jahr 2002, entstanden unter der Regie von Phil Weinstein, der ihn auch produzierte. Er ist die Fortsetzung des Filmes Balto – Ein Hund mit dem Herzen eines Helden aus dem Jahr 1995. Im Gegensatz zum Vorgänger basiert die Fortsetzung nicht auf einer realen Geschichte und erschien direkt auf VHS-Kassette und DVD. Die Handlung dreht sich darum, dass Balto Vater wird und seiner Tochter Aleu hilft, ihren Platz in der Welt zu finden. 2003 erschien die Fortsetzung Balto – Sein größtes Abenteuer.

## Handlung
Der Wolfshund Balto und die Husky-Dame Jenna bekommen Nachwuchs. Balto ist darüber sehr glücklich, doch er schläft nachts schlecht, weil er von seltsamen Träumen geplagt wird, in denen ein Rabe und ein Wolfsrudel vorkommen. Sein Ziehvater und bester Freund Boris, die Schneegans, glaubt, dass diese Träume eine Bedeutung haben, doch Balto ist der Meinung, dass Träume nichts bedeuten. Unter anderem fällt Boris allerdings auf, dass sich unter den Holzfiguren an dem Totempfahl, der sich vor Nome befindet, auch ein Wolf und ein Rabe befinden. Für Balto markiert der Totempfahl jedoch bloß den kürzesten Weg zu Jenna.
Bis auf Tochter Aleu, die als einzige nach ihrem Vater kommt und sogar noch mehr als er selbst einem Wolf ähnelt, bekommen alsbald alle Welpen ein neues Zuhause. Auch als Aleu ausgewachsen ist, lebt sie noch bei ihrem Vater. Sie ist verspielt und verbringt viel Zeit mit den beiden Eisbären Muk und Luk. Eines Tages kommt es zu einer gefährlichen Situation, als Aleu einem Jäger begegnet, die Situation missversteht und glaubt, er wolle sie adoptieren. Im letzten Moment wird sie von Balto und den anderen gerettet. Aleu will wissen, warum Balto den Mann angegriffen hat, woraufhin er ihr erklärt, dass der Jäger sie für einen Wolf gehalten habe. In einer folgenden Diskussion zwischen Vater und Tochter gesteht Balto ihr schließlich, dass er selbst zur Hälfte ein Wolf sei. Bereits als Welpe sei er von seiner Mutter, einer schneeweißen Wölfin, getrennt und von Boris aufgenommen worden. Als Aleu klar wird, dass Wolfsblut in ihren Adern fließt und sie aufgrund ihres Aussehens wohl nie von Menschen aufgenommen werden wird, ist sie entsetzt und nimmt Reißaus. Die Frage, wo sie hingehört, lässt ihr keine Ruhe.
In der Nacht hat Balto wieder einen seiner Träume. Er hört die Stimme seiner Mutter, die ihm sagt, er müsse die Tiere des Totempfahls ausfindig machen, um mit deren Hilfe den richtigen Weg zu finden: den Fuchs (den listigen Kerl), den Vielfraß (seine Ängste), den Bären (das Innere Wissen) und das Karibu (das Leben). Balto, der sich schwere Vorwürfe macht und die Schuld daran gibt, dass Aleu weggelaufen ist, begibt sich auf die Suche nach seiner Tochter, nachdem er zuvor Jenna alles erzählt hat. Auf seiner Suche begegnet er dem Raben aus seinen Träumen, der zuvor aus dem Totempfahl entsprungen ist. Dieser führt ihn zum ersten Tier, einer Füchsin. Diese überlistet ihn und stößt ihn in einen reißenden Fluss. Am Ufer des Flusses wird Balto von Boris, Muk und Luk gefunden, die Aleu ebenfalls suchen. Er nimmt Aleus Geruch wahr und folgt diesem, während Boris Jenna auf dem Laufenden hält. Schließlich begegnet Balto dem Vielfraß-Klan, der ihm Angst einjagen will. Balto gibt zu, Angst zu haben, allerdings nicht vor ihnen, sondern um seine Tochter. Schließlich lösen sich die Vielfraße wie von Geisterhand in Luft auf und Balto ist verwirrt. Inzwischen ist Aleu ebenfalls dem Raben begegnet und ihm zu einer Höhle gefolgt, in der sich auch die Feldmaus Muru aufhält. Muru, der von Aleus schönem Gesang beeindruckt ist, erklärt ihr, welche Dinge einem sagen können, was man ist. Wer man ist, müsse man allerdings selbst herausfinden, was er mit einem Lied und einem Lichtspiel erklärt. Kurz darauf ist Muru seltsamerweise auch verschwunden, nur eine Zeichnung an der Wand bleibt übrig. Ganz plötzlich wird Aleu von einem Bären angegriffen, Balto kommt seiner Tochter jedoch rechtzeitig zu Hilfe. Für einen kurzen Moment kann Aleu die Gedanken des Bären lesen und rettet sich selbst und ihren Vater auf einen Felsvorsprung, von dem sie durch die Gedanken des Bären erfahren hat. Auch der Bär löst sich sodann in Luft auf.
Balto ist froh darüber, seine Tochter gefunden zu haben, doch Aleu sagt ihm, dass sie nicht mitkommen werde, bevor sie herausgefunden habe, wer sie sei. Balto, der sich fragt, warum er ständig diesen Raben sieht, erfährt von Aleu, dass sie ebenfalls eine Begegnung mit einem Raben gehabt habe. Schließlich kommen beide ans Meer, wo sie von drei Wölfen überrascht werden, die von dem Wolf Niju angeführt werden. Da Niju befürchtet, dass Balto und Aleu ihnen ihr restliches Futter abjagen könnten, befiehlt er seinen Gefährten, die fremden Tiere zu schnappen. Es kommt zu einem Kampf, der schließlich von der aufkommenden Flut unterbrochen wird. Nun erscheint der Rest des Wolfsrudels, angeführt von dem alten und weisen Nava, der überraschenderweise von Baltos und Aleus Ankunft gewusst hat. Nava teilt seinem Rudel mit, dass der Sommer fast vorbei sei und dass die Karibus dieses Jahr nicht zurückkommen würden, da sie über das Meer gezogen seien. Diese Lage ist für das Rudel prekär, da sie ohne die Karibus nicht überleben können. Aniu, die große Wölfin, sei Nava in seinen Träumen erschienen und habe einen Anführer prophezeit, der ein Wolf sei und es nicht wisse. Nava glaubt, dass Balto damit gemeint ist. Niju zweifelt Navas Führungsqualitäten aufgrund dessen, was er sagt, stark an. Er will selbst Anführer sein und das Revier, das dem Rudel über Generationen hinweg ein Zuhause war, nicht verlassen. Er schlägt vor, ein anderes Rudel zu bestehlen, doch Nava ist dagegen, da dieses Rudel dann auch zum Stehlen gezwungen wäre und sie somit um immer weniger Nahrung kämpfen müssten. Als Niju versucht, Nava anzugreifen, fällt er auf einen von dessen Tricks herein, was ihn wütend macht. Mit seiner Einstellung macht Niju sich nicht nur Freunde, da Nava das Rudel immer gut angeführt hat, doch einige Wölfe schließen sich ihm trotzdem an. Nava hält es für möglich, dass Baltos Träume den Wölfen den Weg weisen könnten. Balto ist der Meinung, dass die Sache zu weit gehe und sagt Aleu, dass sie morgen nach Hause aufbrechen würden, doch Aleu sagt ihm, dass es nicht mehr nur um sie beide, sondern um etwas viel Größeres gehe. Schließlich hat Aleu einen ähnlichen Traum wie ihr Vater und sieht darin, wie die Karibus über eine Art Brücke aus Eisschollen das Meer überqueren. Balto hingegen macht einen Sinneswandel durch, da er seine Träume nicht länger verleugnen will und kann. Auch die Wölfe, die sich bereits Niju angeschlossen hatten, kehren zu dessen Entsetzen zum Rudel zurück. Als sich die Brücke aus Eisschollen bildet, führt Balto das Rudel darüber. Dann jedoch treibt die Eisscholle, auf der Nava sich befindet, ab. Aleu schwimmt zu ihm hinüber und gerät zwischen zwei aneinanderkrachende Eisschollen, kann sich aber retten und gelangt auf Navas Scholle. Ganz plötzlich werden beide vom aus dem Wasser auftauchenden Niju angegriffen, der Nava überwältigt. Aleu versucht, Nava zu verteidigen, doch Niju überwältigt auch sie und sagt ihr, er werde ihr zeigen, wo ihr Platz sei. Da taucht plötzlich Balto auf. Er will seine Tochter beschützen und ist sogar bereit, mit Niju zu kämpfen, besinnt sich aber, und stellt ihn vor die Wahl. Die Wölfe brauchen einen Anführer und Niju wollte dieser sein. Er weigert sich aber, seine Heimat zu verlassen, stürzt ins Wasser und schwimmt zurück. Jetzt erkennt Aleu ihre Bestimmung. Ihr Platz ist bei den Wölfen. Nava hat sich geirrt. Ihm wurde gesagt, dass ein Anführer kommen werde, der ein Wolf sei und es nicht wisse und so dachte er, Balto sei gemeint, doch es ist Aleu. Balto nimmt Abschied von seiner Tochter, was ihm sehr schwerfällt. Aleu schwimmt zurück zum Rudel und alle sind glücklich über diesen Ausgang. Sogar Muru erscheint für einen kurzen Moment wieder. Balto und Nava begeben sich zurück an Land. Nava verabschiedet sich von Balto und macht sich auf die Suche nach Niju, da sie ohne einander nicht überleben würden. Schließlich erscheint Balto Aniu als weiße Wölfin, wodurch ihm klar wird, dass es seine Mutter ist. Sie hat offenbar in Gestalt des Raben und der anderen Tiere, denen Balto und Aleu begegnet sind, die beiden zusammengeführt und Balto auf diese Weise geholfen, Aleu dabei zu unterstützen, ihren Platz in der Welt zu finden. Seine Träume waren offenbar ein Hinweis auf das, was kam. Schließlich tritt Balto die Heimreise an.

## Kritik
„Das Original von ‚Balto‘ war 1995 eines der absoluten Highlights der Zeichentrickfilme der 1990er – leider ohne den großen kommerziellen Erfolg. Trotzdem veröffentlichte man sechs Jahre später extra für den Video- und DVD-Markt einen zweiten Teil. Dieser kann aber in keiner Beziehung mit dem Vorläufer konkurrieren: Die Story geht nicht annähernd so zu Herzen, die Musik wirkt wahl- und lieblos eingestreut und Spannung will trotz der teils düsteren Charaktere bis zum Schluss nicht aufkommen. Schade, denn man freut sich doch so richtig, Balto und Jenna wiederzusehen…“